# وزارة عدلي يكن باشا الثالثة
وزارة عدلي يكن باشا الثالثة هي الوزارة التاسعة والثلاثون في مصر، صدر المرسوم الملكي بتشكيلها في 3 أكتوبر 1929.

## أعضاء الحكومة
| الوزارة               | الوزير                                             |
| --------------------- | -------------------------------------------------- |
| رئيس مجلس الوزراء     | عدلي يكن باشا                                      |
| وزير الداخلية         | عدلي يكن باشا (إلى جانب منصبه رئيسًا لمجلس الوزراء) |
| وزير الخارجية         | أحمد مدحت يكن باشا                                 |
| وزير الحقانية         | حسين درويش باشا                                    |
| وزير المالية          | مصطفى ماهر باشا                                    |
| وزير الأشغال العمومية | حسين واصف باشا                                     |
| وزير الحربية والبحرية | محمد أفلاطون باشا                                  |
| وزير المعارف العمومية | حافظ حسن باشا                                      |
| وزير الأوقاف          | أحمد علي باشا                                      |
| وزير الزراعة          | واصف سميكة باشا                                    |
| وزير المواصلات        | عبد الرحيم صبري باشا                               |

## وصلات داخلية
- قائمة رؤساء مجلس وزراء مصر